# Scînteia
Scînteia a fost organul de presă al Partidului Comunist Român, până la căderea lui Ceaușescu în decembrie 1989. Urmașul ziarului Scînteia este ziarul Adevărul.

## Istoric

### Perioada ilegalistă
Ziarul Scânteia (după ortografia vremii, devenit Scînteia în urma Reformei Ortografice din 1953) a apărut ilegal între 15 august 1931 și octombrie 1940 în condițiile regimurilor politice din perioada interbelică, pe modelul ziarului bolșevic Iskra, redactor-șef fiind Gheorghi Crosnev, de etnie bulgară. Apariția ziarului era considerată esențială pentru evoluția partidului, reprezentanții muncitorimii (cu precădere) fiind îndemnați să susțină material ființarea publicației.

### Perioada1944-1951
Începând din 21 septembrie 1944 activitatea acestui tip de presă a fost acceptată, prin „Scînteia” înțelegându-se acel „factor mobilizator în lupta oamenilor muncii pentru înfăptuirea hotărîrilor guvernului, pentru victoria socialismului în patria noastră”.
Prima echipă a Scînteii a fost, din declarațiile făcute de Silviu Brucan, o adunătură de analfabeți și oameni ai muncii, însă numai gazetari nu. Redactorul șef de atunci, Miron Constantinescu, după caracterizarea succintă făcută de Brucan, era „un filozof tobă de carte care avea nevoie de un căligraf și de un grămătic să-i facă articolele inteligibile”. Îndeobște, întreaga echipă era atipică, deoarece, din descrierile lui Silviu Brucan, fiecare avea un cusur. Așadar, era vorba despre Pavel Chirtoacă, specialistul în agricultură, ce avea „o figură scheletică măcinată de boli după anii de pușcărie, Demenyi Iosif Ardeleanu, care știa mai bine ungurește decât românește, Stela Moghioroș, care știa mai bine rusește decât românește și Matei Socor, care știa mai bine muzică decât gazetărie”.
Singurul care mai avusese experiență gazetărească, după cum se autodefinea, era Silviu Brucan, aflat pe postul de secretar general de redacție. Așadar, după spusele acestuia, majoritatea membrilor ce întregeau prima echipă a ziarului Scînteia din 21 septembrie 1944, erau amatori, neprofesioniști, în ceea ce privește gazetăria. Brucan a ocupat postul de redactor-șef adjunct al ziarului partidului până în 1956, el fiind un „ideolog neînduplecat” ce „a încurajat pe vremea aceea adunarea cu forța a populației țărănești în gospodăriile colective și ceruse pedeapsa capitală pentru cei care se opuneau preluării puterii de către comuniști”.
Cu timpul, au fost aduși în redacție Nestor Ignat, Ion Călugăru și Traian Șelmaru, pentru ca „să se mai întărească compoziția culturală a colectivului redacțional”, după cum menționează Brucan în aceeași carte. Cu toate acestea, reticența lui Iosif Chișinevschi față de noii „intruși”, l-a obligat pe acesta să introducă în redacție câțiva „muncitori fruntași”, pentru a stabili o egalitate între intelectualii din redacție și „industria grea”. În primul an de publicare legală a Scînteii, celelalte gazete de pe piață erau realizate profesional așa că, spune Silviu Brucan, „eram siliți să facem față concurenței. Bătălia pentru cititori era aprigă”. Mai mult decât atât, ceea ce se poate lesne vedea din paginile ziarului este că, limba de lemn nu-și făcuse încă apariția, iar „dușmanii poporului” (legionari, universitari, chiaburi și moșieri etc.) erau aspru și violent criticați. 
În perioada de aproximativ opt ani (1944-1951), materialele aveau un pronunțat atac asupra „ororilor antonesciene” și a legionarilor. Fără îndoială însă, atacul comunist avea în vizor pe oricine era sau se considera necomunist, decretând în acesta un „dușman al poporului”. Cu alte cuvinte, aveai la îndemâna doua căi, fie te supui orânduirii impuse cu forța de socialiști, te reeduci și accepți regulile „jocului”, fie accepți să mori în propria lege și să devii disident.
Un articol, evident anti-nazist, semnat de Silviu Brucan, sugerează din titlu ideea de zdrobire, de nimicire a „fiarei naziste și a uneltelor ei din țară”. Acest text vituperant nu făcea altceva decât să îndemne „clasa muncitoare din România”, să lupte împotriva „călăilor naziști, antonescieni și legionari”, cu scopul de „a ridica România democrată de mâine”. Pentru a accentua și demonstra cele spuse mai sus referitor la textul semnat de Brucan, iată în continuare un scurt fragment: 
„Trădătorii clasei muncitoare vor fi nimiciți

După ce a dat cea mai grea contribuție de jertfă românească pe altarul măreței lupte antifasciste, clasa muncitoare din România se află în fruntea asaltului de nimicire a fiarei hitleriste și a uneltelor ei din țară, aducând sprijinul cel mai prețios, cel mai dârz, plin de abnegație și sacrificiu pentru sprijinirea războiului nostru just împotriva Germaniei hitleriste.
Cu elan patriotic, cu o hotărâre nezdruncinată, clasa muncitoare din România pune temelia reconstrucției țării după devastările, jafurile și nelegiuirile bestiale ale călăilor naziști, antonescieni și legionari, pășind cu fermitate la ridicarea României democratice de mâine.”— Silviu Brucan, Scânteia, anul I, nr. 96, 29 decembrie 1944, p. 3.'

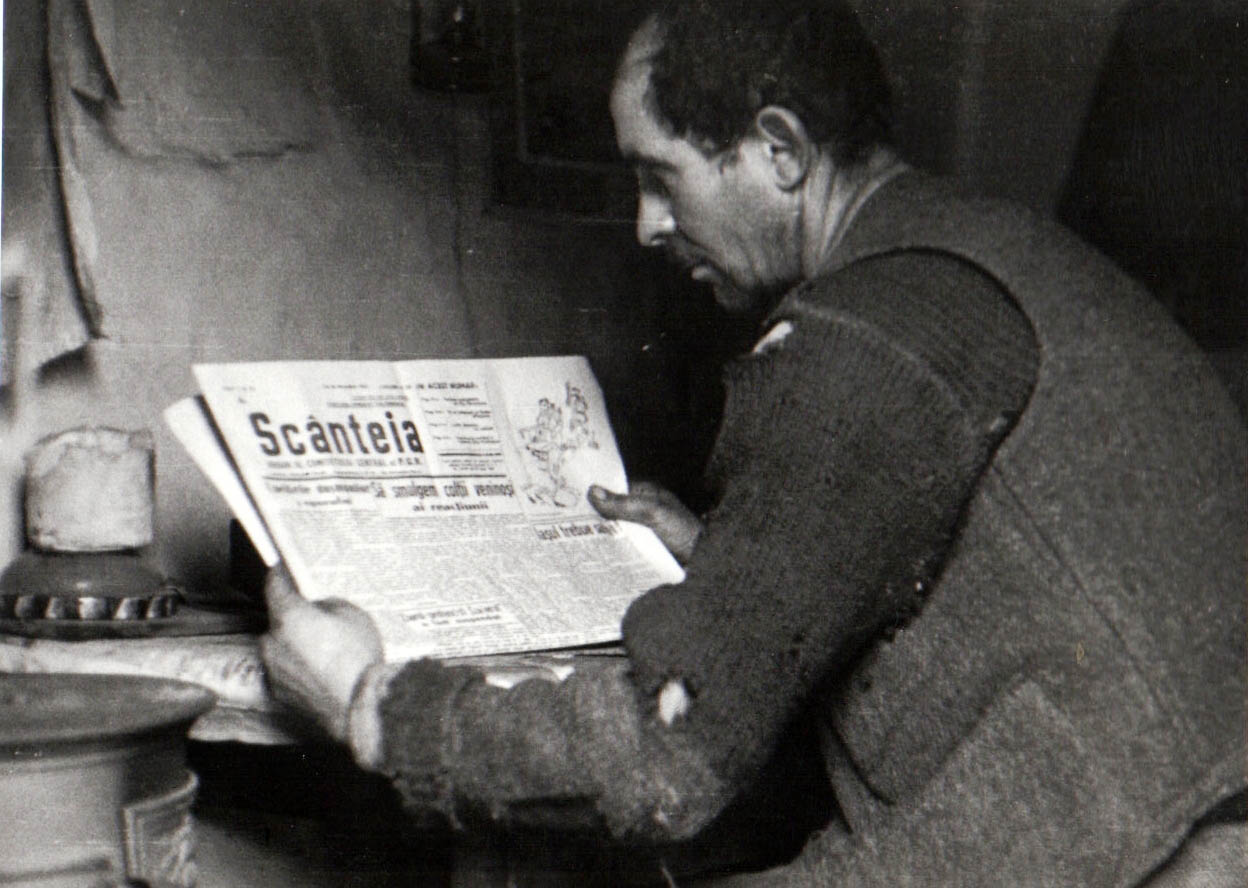
Un miner citind Scânteia, 1944

Pe prima pagină apăreau de obicei articole acuzatoare ce instigau la lupta împotriva fasciștilor și naziștilor. Articolul „Canalia fascistă lucrează” este un alt text calomniator publicat în 13 octombrie 1944 în numărul 22. Iată un fragment ce era dedicat „oamenilor muncii”:
„Uneltele hitleriste pot fi înlăturate numai prin unirea și solidaritatea muncitorilor. Prin lupta dârză, muncitorimea, alături de toate forțele democratice va ști să impună direcțiunii dela SET și guvernului însuși, înlăturarea tuturor dușmanilor poporului român, din aparatul de stat și din intreprinderile industriale și comerciale.”— Scânteia, anul I, nr. 22, 13 octombrie 1944, p. 3.
Sărbătorile naționale, precum 1 Mai, 23 August, 7 Noiembrie, erau aniversate în paginile Scânteii așa cum se cuvenea, cu numere dedicate în totalitate Uniunii Sovietice, tovarășului Stalin și tuturor „oamenilor muncii”. Numărul 49 din 8 noiembrie 1944 dedicat „Marii Revoluții Proletare Socialiste din octombrie 1917”, are un surplus de 12 pagini. Din toate aceste pagini, nici măcar una nu aduce cititorilor un gram de informație, alta decât cuvântări, statistici agricole ale U.R.S.S. și telegrame omagiale în cinstea lui Stalin.
În cele ce urmează sunt prezentate succint câteva titluri ce se revărsau în paginile numărului „mamut”, care abunda în elogii la adresa fratelui de la răsărit, un frate de la care România va învăța multe lucruri. Așadar, iată câteve titluri „incitante”: „Trăiască Marea Revoluție Socialistă din octombrie”, „Armata Roșie”, „Uniunea Sovietică – salvatoarea omenirii”, „Cinematografia sovietică” sau „Eroii muncii” din care un pasaj este demn de reținut: „Munca este o datorie de onoare. Cine nu muncește nu mănâncă. Așa sună art. 12 din Constituția U.R.S.S.. După acest principiu s’a călăuzit poporul muncitor sovietic în munca sa titanică de a duce și susține războiul sfânt pentru apărarea Patriei”. 
Atitudinea critică, influențele reciproce dintre membrii grupurilor, tradițiile, cultura sunt toate eludate, eliminate. În esență, folosirea propagandei prin presă este un „viol psihic”, iar în acest caz, presa acționează ca un declanșator infailibil de comportament social programat și poate determina orientarea în direcția dorită, a atitudinii și comportamentului publicului. În societatea comunistă, mai ales în perioada lui Ceaușescu, propaganda și manipularea erau la ordinea zilei. În fața forței imense a mass-media, indivizii erau dezarmați, intoxicați și hrăniți cu articole ideologice, ceea ce ducea în final la o vulnerabilitate extremă. Amestecul de adevăruri parțiale cu minciuni credibile, creează într-un final acel produs hibrid numit de comuniști „informație oficială”. Ziariștii erau obligați să publice astfel de materiale ce prezentau, de fapt, o imagine falsă a realității reușitelor și progresului. Realitatea era filtrată cu grijă, evenimente dispar și sunt înlocuite cu expresii și cuvinte doctrinare plate cu limbă de lemn.

Al doilea număr din Scînteia Poporului.

Tot ceea ce e negativ este pus doar în cârca occidentului, atitudine care este prezentă în materialele din campania anticapitalistă, pentru ca textele despre România să prevadă și să prezinte doar imaginea unei societăți perfecte.
În România, în afară de presa aservită puterii, încă de la înființarea sa din 1956, Televiziune națională a însemnat principalul instrument al propagandei și manipulării populației. Fiind permanent sub controlul ideologic al puterii politice, televiziunea a avut rolul de îndoctrinare, unde ideologul stalinist și editorul principal al organului de partid Scînteia, Silviu Brucan, a devenit – prin rotația cadrelor – și directorul TVR. Într-adevăr, „în cei peste 30 de ani de existență în regimul comunist, Televiziunea Română a fost o televiziune guvernamentală, fiind subordonată în totalitate factorului politico-ideologic”.

### Perioada1965-1989
Legat de numele ziarului rămâne și Combinatul Poligrafic „Casa Scânteii”, unde acesta a fost tipărit până în 1989.
În anul 1965, ziarul „Scînteia” avea un tiraj de 299.548.052, cu o medie de 820.679 de exemplare tipărite zilnic.
La izbucnirea Revoluției Române din 1989, la ziar lucrau peste 300 de jurnaliști și „Scânteia” avea un tiraj de peste un milion și jumătate de exemplare în fiecare zi.
În 22 și 23 decembrie 1989 a apărut un număr special, cu titlul Scînteia poporului, tipărit pe o singură față a paginii. Au apărut două numere și după aceea s-a trecut la titlul Adevărul, comitetul redacțional rămânând inițial același.

## Conducerea
- Sorin Toma (1947 - 1960)